# لاوتيرارورن
لاوتيرارورن (بالإنجليزية: Lauteraarhorn)‏ هو أحد جبال سلسلة جبال الألب البرنية وجزء من القمة الأم يقع في كانتون برن، سويسرا. يبلغ ارتفاع الجبل حوالي 4042 متر، بينما يبلغ ارتفاع نتوء الجبل 128 متر، وقد سجل أول وصول لقمة الجبل عام 1842 من قبل أرنولد إيشر فوندير لينث.